# Andronic Donci
Andronic Donci (n. 1888, Mintia, județul Hunedoara – d. 1948, Mintia, județul Hunedoara) a fost un deputat în Marea Adunare Națională de la Alba Iulia, organismul legislativ reprezentativ al „tuturor românilor din Transilvania, Banat și Țara Ungurească”, cel care a adoptat hotărârea privind Unirea Transilvaniei cu România, la 1 decembrie 1918 :p. 203.

## Biografie
A urmat cursurile școlii primare :p. 203.   

## Activitatea politică
Ca deputat în Adunarea Națională din 1 decembrie 1918 a fost delegat Cercului electoral Deva :p. 203.	